# Conjura dels Iguals
La Conspiració o Conjura dels Iguals (en francès, Conjuration des Égaux), fou un moviment revolucionari originat a França el 1795-1796 per François-Noël Babeuf, amb la finalitat d'establir una societat igualitària. La conspiració va ser avortada i els seus dirigents varen ser executats.
Babeuf deia: «No volem la igualtat escrita en una taula de fusta: la volem a les nostres cases, sota els nostres sostres».
Segons aquest grup, la igualtat real només arribaria gràcies a una revolució social que, successora de la Revolució Francesa, es constituiria com una altra revolució més gran, que seria l'última i definitiva; així, per l'optimisme imperant en l'època, es va anunciar que aviat arribaria aquesta nova revolució: la revolució popular.
La campanya havia d'acabar amb un aixecament, enderrocar el Directori i posar en vigor la Constitució de 1793, que mai havia estat aplicada.
Però el Directori estava informat al detall de la conspiració (possiblement gràcies a Fouché o Grisel) i, el 10 de maig de 1796, els conjurats van ser detinguts per la policia, i Babeuf fou condemnat a mort i guillotinat en maig de 1797.
El regnat del directori va durar del 1795 fins al cop d'Estat de Napoleó Bonaparte el 9 de novembre del 1799.